# Граудс, Луция Юрьевна
Луция Юрьевна Граудс (латыш. Lucija Grauda; 30.08.1914 — 23.09.1986) — председатель колхоза «Сарканайс старс» Добельского района Латвийской ССР, Герой Социалистического Труда (22.03.1966).

## Биография
Родилась в Елгавском районе. После окончания школы работала в крестьянском хозяйстве родителей.
С 1932 г. работала по найму.
В 1945—1949 гг. секретарь, председатель сельсовета. В 1949—1950 гг. председатель колхоза «Бривайс Упениекс» («Свободный Упениекс»).
С 1950 г. председатель укрупнённого колхоза «Сарканайс старс» («Красные звёзды») Елгавского района Латвии.
Под её руководством хозяйство превратилось из отстающего в экономически сильное с хорошо развитым животноводством и земледелием.
Колхоз из года в год перевыполнял планы продажи государству сельскохозяйственном продукции, вёл строительство производственных помещений, жилья для колхозников.
Член КПСС с 1952 года.
С 1977 г., когда «Сарканайс старс» объединили с колхозом «Накотне» («Nākotne») — секретарь парторганизации колхоза «Tērvete».
С 1980 г. на пенсии.
Избиралась депутатом Верховного Совета Латвийской ССР 8-9 созывов, В 1976—1980 гг. член Президиума ВС Латвии.
Герой Социалистического Труда (22.03.1966). Заслуженный работник сельского хозяйства Латвийской ССР. Награждена двумя орденами Ленина, орденами Октябрьской революции и Трудового Красного Знамени.
Умерла 23.09.1986.